# Flavinska grupa
Flavin (lat. flavus - žut) je zajedničko ime za grupu organskih jedinjenja baziranih na pteridinu, formiranih od tricikličnog heterocikličnog organskog prstena izoaloksazina. Biohemijski izvor je vitamin riboflavin. Flavinska funkcionalna grupa je često vezana za adenozin difosfat da formira flavin adenin dinukleotid (FAD), a u drugim okolnostima ona se nalazi kao flavin mononukleotid (ili FMN), što je fosforilisana forma riboflavina. U jednoj od ovih formi flavin je prisutan kao prostetička grupa u flavoproteinima.
Flavinska grupa je podložna oksidaciono-redukcionim reakcijama, i može da primi bilo jedan elektron u tvostepnom procesu, ili dva elektrona odjednom. Redukcija je praćena adicijom atoma vodonika na specifične atome azota na izoaloksazinskom prstenu:
U vodenim rastvorima, flavini su žuto obojeni kad su oksidovani, poprimaju crvenu boju u semiredukovanom anjonskom stanju ili plavu u neutralnom (semihinonskom) stanju, i bezbojni su kad su potpuno redukovani. Oksidovane i redukovane forme brzo uspostavljaju ravnotežu sa semihinonskom (radikalnom) formom, koja je pomerana u suprotnom smeru od formiranja radikala:
gde je  oksidovani flavin,  redukovani flavin (nakon adicije dva atoma vodonika), i FlH• je semihinonska forma (nastala adicijom jednog atoma vodonika).
U obliku FADH2, flavinska grupa je jedan od kofaktora koji mogu da prenose elektrone u elektrotransportnom lancu. 